# Штайндорф
Штайндорф (нім. Steindorf) — громада в Німеччині, знаходиться в землі Баварія. Підпорядковується адміністративному округу Швабія. Входить до складу району Айхах-Фрідберг. Складова частина об'єднання громад Мерінг.
Площа — 16,19 км2. Населення становить 975 ос. (станом на 31 грудня 2020).